# Венија Вучинић Турински
Венија Вучинић Турински (Колашин, 11. април 1934) је црногорска и српска вајарка.

## Биографија
Рођена је 11. априла 1934. у Колашину. Дипломирала је вајарство на Факултету ликовних уметности Универзитета уметности у Београду. Завршила је и постдипломске студије у Београду. Током студија је путовала у Грчку, Италију и Француску. Самостално је излагала у Београду 1965. и 1969. године. Учествовала је на групним изложбама Октобарског салона 1963—1966. и 1968, Бијеналу младих у Ријеци 1964, Међународној изложби ситне пластике у Хагу 1966, Тријеналу ликовних уметности у Београду 1967, изложбама „Савремена југословенска уметност” у Монтевидеу, Сантјаго де Чилеу, Загребу, Љубљани и Скопљу 1968, изложбама „Југословенска уметност” у Мађарској, Румунији и Бугарској, Бијеналу мале пластике у Мурској Соботи и изложбама Удружења ликовних уметника Србије. Добитница је награде Уметничке колоније Ечке у Зрењанину 1965. и Бијенала Мурске Соботе 1977. године. Ауторка је два рељефа у ресторану „Душанов град” у Београду. Њени радови се налазе у Народном музеју Крушевца, Зрењанина, Суботици, Музеју савремене уметности у Београду, галерији у Лазаревцу и приватним збиркама у Риму, Немачкој и Београду.